# Anton Ronacher
Anton Ronacher (* 17. Jänner 1841 in  Dellach im Gailtal; † 24. Juni 1892 in Wien) war ein österreichischer Theaterunternehmer. Er gründete das heute noch nach ihm benannte Etablissement Ronacher in Wien.

## Leben und Wirken

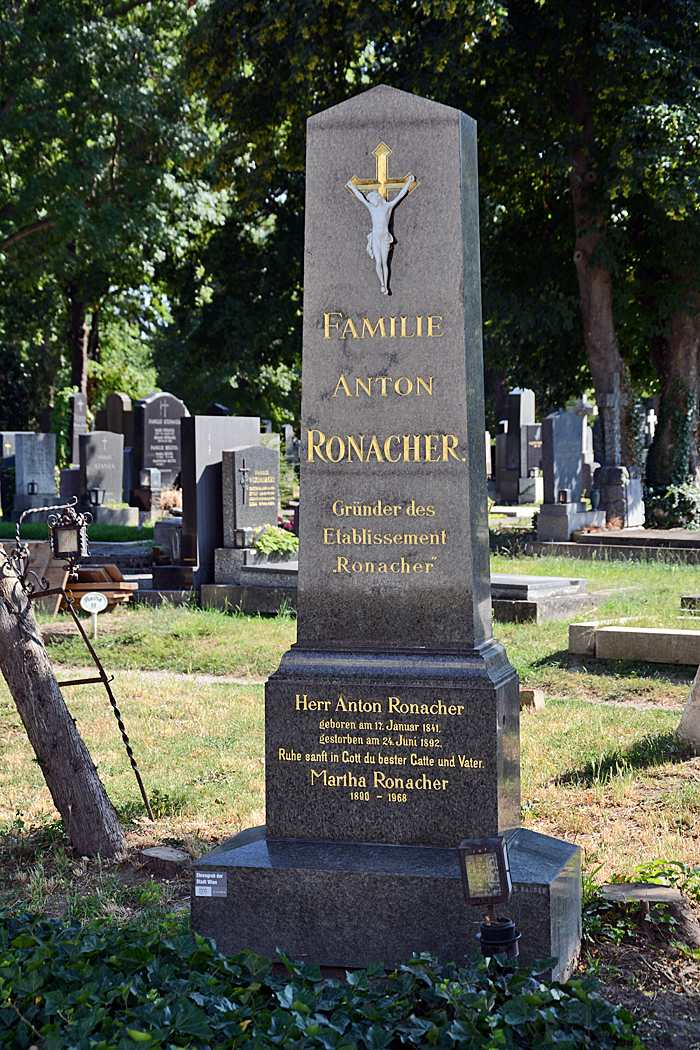
Grab von Anton Ronacher auf dem Wiener Zentralfriedhof

Anton Ronacher war das Kind armer Bauern. Nach einer unbeendeten Sattlerlehre und dem Militärdienst kaufte und verkaufte der begabte Organisator in verschiedenen Städten der Donaumonarchie in immer größerem Stil Gasthäuser, Unterhaltungslokale und Hotels. Er machte das so genannte dritte Kaffeehaus im Prater ab 1877 mit einem Sommertheater zum erfolgreichen Unterhaltungsetablissement. Schließlich erwarb er 1886 die Ruine des 1884 abgebrannten Wiener Stadttheaters und ließ es 1887–1888 zu einem Varietétheater mit Restaurantbetrieb im Zuschauerraum umbauen (normaler Theaterbetrieb war damals feuerpolizeilich nicht zulässig, da das Gebäude nicht frei stand). Zum Etablissement gehörten ein großer Ballsaal, ein Hotel und ein Wintergarten. Ab 1890 traten vermehrt Artisten auf.
Ronachers aufwändige Shows begeisterten das Publikum, er geriet aber dennoch in finanzielle Schwierigkeiten. Sein Unternehmen musste von einem britischen Konsortium gerettet werden. Kurz vor seinem Tod versuchte Ronacher noch einen Neustart mit dem Theater Unter den Linden in Berlin. Er wurde in einem ehrenhalber gewidmeten Grab (43E-1-26) auf dem Wiener Zentralfriedhof bestattet. Sein Bruder Jacob Ronacher gründete das Café Sperl.